# Ортис, Педро (футболист)
Педро Альфредо Ортис Ангуло (исп. Pedro Alfredo Ortíz Angulo; род. 19 февраля 1990, Эсмеральдас) — эквадорский футболист, вратарь клуба «Эмелек» и сборной Эквадора.

## Клубная карьера
Ортис — воспитанник клубов «Эмелек» и «Депортиво Асогес». В 2009 года он дебютировал за основной состав последних в эквадорской Примере. В 2016 году Педро перешёл в «Дельфин». 30 апреля в матче против «Универсидад Католика» он дебютировал за новую команду. В 2019 года Ортис помог клубу выиграть чемпионат. 
В начале 2020 года Ортис вернулся в «Эмелек». 15 февраля в матче против «Оренсе» он дебютировал за новый клуб. 

## Международная карьера
6 сентября 2019 года в товарищеском матче против сборной Перу Ортис дебютировал за сборную Эквадора. В том же году он принял участие в Кубке Америки в Бразилии. На турнире он был запасным и на поле не вышел. 
В 2021 году Ортис во второй раз принял участие в Кубке Америки в Бразилии. На турнире он сыграл в матчах против команд Колумбии и Венесуэлы. 

## Достижения
Клубные
 «Дельфин»
- Победитель эквадорской Примеры — 2019